# Christoffer Carlsson (författare)
Christoffer Carlsson, född den 28 augusti 1986 i Halmstad, är en svensk kriminolog och författare, mest känd för kriminalromanerna om Leo Junker (2013-2017) och Hallandsviten, som innefattar Järtecken (2019), Brinn mig en sol (2021) och Levande och döda (2023).

## Biografi

### Bakgrund
Christoffer Carlsson är född och uppvuxen vid Toftasjön nära Marbäck drygt en mil utanför Halmstad. Han flyttade till Stockholm 2005 för att läsa kriminologi vid Stockholms universitet och blev våren 2014 filosofie doktor i kriminologi.
Han är sedan 2018 verksam som lektor och forskare i kriminologi vid Stockholms universitet och Institutet för framtidsstudier; 2022 utnämndes han till docent i kriminologi på lärosätet. Under 2019 tilldelades han Stockholms universitets pedagogiska pris för Årets Lärare, ett pris som sedan 1992 kan ges till lärare som "främjar studenternas lärande genom framstående pedagogiska insatser, erkänt intresse och engagemang för utveckling av undervisning samt erkänd undervisningsskicklighet".

### Kriminologisk verksamhet
Hans avhandling, Continuities and Changes in Criminal Careers, behandlar frågan om varför människor slutar att begå brott. 2012 mottog han ett pris av European Society of Criminology för en forskningsartikel om vändpunkter och brottslighet, publicerad i British Journal of Criminology.
Carlsson förekommer relativt regelbundet i svenska medier, i debatter rörande brott och straff. Tillsammans med juristen och författaren Joakim Zander var han hösten 2015 kritisk mot effektiviteten i en tänkt lag mot så kallade "terrorresor". "Det finns exempelvis försvinnande lite stöd för att våldsbejakande extremism kan förebyggas genom att kriminalisera terrorismresor", skrev Zander och Carlsson. "För det första har en sådan lag sannolikt ingen preventiv effekt och ingen betydelse för brottsligheten", något som också påpekades i den utredning som låg till grund för förslaget. Lagen började gälla den 1 april 2016. 
Carlsson författade under våren 2016 en forskningsrapport om utträdesprocesser ur våldsbejakande extremism, publicerad av Institutet för Framtidsstudier. Samma höst medverkade han i ett uppmärksammat reportage i Sveriges Radio, som handlade om svenska kommuners arbete med avhoppare från våldsbejakande grupper i Syrien och Irak, framförallt IS. I reportaget menade Carlsson bland annat att personer som vill lämna extremistiska miljöer ofta behöver stöd för att kunna lyckas med det: "När individer lämnar vill de lämna till något annat, har man inte resurser till det så är det svårt att förverkliga det", menade han. Reportaget genererade många negativa reaktioner och ledde till omfattande debatter, framförallt i Skåne och Lund, där vissa menade att stöd i form av bland annat arbetsträning och bostadssökande skulle leda till en "gräddfil för avhoppare". Dessa reaktioner visade sig dock i mångt och mycket vara ogrundade. I båda svenska och internationella medier stod Carlsson även fast vid sin hållning, som han menade var grundad i empiriska studier av avhoppare från våldsbejakande miljöer.
Inför det svenska riksdagsvalet hösten 2018 var Carlsson även kritisk mot flera av de kriminalpolitiska förslag som de politiska partierna presenterat. "Brottsligheten, och gängkriminalitet i synnerhet, är komplex", menade han. "Den som tror på en enkel, tydlig lösning ... blir snart besviken. Att minska brottsligheten är ingenting Sverige kommer att lyckas med om det fortsätter såhär." I november 2018 publicerade Carlsson, tillsammans med bland andra kriminologerna Amir Rostami och Jerzy Sarnecki, en uppmärksammad forskningsrapport om organiserad brottslighet och våldsbejakande extremism i Sverige.
Tillsammans med bland andra Amir Rostami och Magnus Ranstorp var Carlsson en av de forskare som tidigt påtalade dilemmat Sverige skulle komma att ställas inför vid så kallade "IS-svenskars" återkomst till Sverige; en debatt som blossade upp i samband med IS sammanbrott i Syrien först under 2019. "Dilemmat har aktualiserats nu", noterade Carlsson på Twitter, "men det är absolut inte – borde åtminstone inte vara – nytt för någon. Det har varit känt länge. Man kan tolka just det på flera sätt: att folk inte fattade, att folk inte ville, att de hade för mycket annat att göra, att de inte visste vad fan de skulle göra annat än att försöka se ut som om de gjorde något som lät bra. Så de försökte sig på att stifta lagar (helt verkningslösa i sammanhanget). Det lät ju bra för de flesta. Man vill ju gärna inte verka modstulen."  
I december 2018 offentliggjorde SVT att Carlsson, tillsammans med polisen John Franco och juristen Johanna Björkman, skulle att medverka som expert i en nysatsning av magasinet Veckans brott. Programmet leddes liksom tidigare av Camilla Kvartoft och började sändas i januari 2019. 
Vintern 2020 uppstod en kraftig debatt om ungas utsatthet för rån, efter att Carlsson i en uppmärksammad debattartikel hävdat att den påstådda ökningen av rån med förnedringsinslag aldrig förekommit, trots att debatten om den var så kraftig att den våren 2020 ledde till en särskild riksdagsdebatt. I en replik menade polisen och kriminologen Fredrik Kärrholm bland annat att "[f]örminskande av omdebatterade brottsproblem är dessvärre en erkänd kriminologisk sport, som alltjämt har spänstiga utövare. Främst från den kriminologiska institutionen vid Stockholms universitet. Christoffer Carlsson, filosofie doktor vid samma lärosäte, är härvidlag ett framtidsnamn." Carlsson höll dock fast vid sin hållning även här och påpekade att ungas utsatthet för rån exempelvis låg på samma nivå år 2008 som "det påstått extraordinära året 2019". Ett år senare, i december 2021, publicerade Brottsförebyggande rådet en särskild rapport om ungdomsrånen. Rapporten gav stöd till Carlsson: "En jämförelse mellan 2015 och 2019 visar att andelen rån med inslag av maktutövning och förnedringsinslag var mindre 2019." Medan rån med förnedringsinslag inte ökat, visade rapporten däremot en generell ökning av ungdomsrån de senaste åren, vilket ledde till att Carlsson offentligt medgav att han i ljuset av bättre data ändrat uppfattning i just den frågan.

### Författarskap
Carlsson debuterade 23 år gammal med romanen Fallet Vincent Franke. Hans tredje roman, Den osynlige mannen från Salem, belönades 2013 med Svenska Deckarakademins pris för årets bästa svenska kriminalroman. Sista delen i Leo Junker-serien, Den tunna blå linjen, nominerades till Svenska Deckarakademins pris för årets bästa svenska kriminalroman 2017. Serien om Leo Junker är utgiven i 20 länder, och filmrättigheterna är sålda till Lena Rehnbergs bolag StellaNova Film. Carlsson representeras i utlandet av Ahlander Agency.
Hans första roman för unga, Oktober är den kallaste månaden, belönades 2016 med Spårhunden, Svenska Deckarakademins pris för årets bästa svenska barn- och ungdomsdeckare.
I mars 2019 utkom Carlsson med kriminalromanen Järtecken. Boken beskrevs som "en fulländad roman om ett brott" och nominerades kort därefter till Årets Bok 2019. Hösten 2019 tillkännagav Svenska Deckarakademin att Järtecken var en av fem titlar nominerade till priset för årets bästa kriminalroman. Uppföljaren, Brinn mig en sol, utkom i mars 2021 och behandlar mordet på Olof Palme. Boken nådde under året stora försäljningsframgångar, nominerades till Årets Bok och beskrevs som en av årets bästa kriminalromaner. Våren 2023 släpptes den tredje delen, Levande och döda, som nominerades till Årets Bok (2023) och mottog i december 2023 Svenska Deckarakademins pris för årets bästa kriminalroman. I juni 2024 utsågs Levande och döda till vinnare av Glasnyckeln, priset för årets bästa nordiska kriminalroman.

### Skönlitteratur
- 2010 –  Fallet Vincent Franke. Stockholm: Piratförlaget. Libris 11789780. ISBN 9789164203144
- 2011 – Den enögda kaninen
- 2016 – Oktober är den kallaste månaden

#### Serien om Leo Junker
- 2013 – Den osynlige mannen från Salem
- 2014 – Den fallande detektiven
- 2015 – Mästare, väktare, lögnare, vän
- 2017 – Den tunna blå linjen

#### Hallandssviten
- 2019 – Järtecken
- 2021 – Brinn mig en sol
- 2023 – Levande och döda
- 2025 – En liten droppe blod

### Vetenskapliga publikationer (urval)
- 2013 – Unga och våld: en analys av maskulinitet och förebyggande verksamheter. Ungdomsstyrelsen Rapport 2013:1 (med Emy Bäcklin och Tove Pettersson)
- 2014 – Continuities and Changes in Criminal Careers
- 2016 – An Introduction to Life-Course Criminology (med Jerzy Sarnecki)
- 2016 – Att lämna våldsbejakande extremism: en kunskapsöversikt
- 2017 – Delinquency and Drift Revisited: The Criminology of David Matza and Beyond (med Francis T. Cullen, Thomas G. Blomberg och Cheryl Johnson)
- 2018 – Våldsbejakande extremism och organiserad brottslighet i Sverige (med Amir Rostami, Hernan Mondani, Joakim Sturup, Jerzy Sarnecki och Christofer Edling)
- 2019 – "A Life-Course Analysis of Engagement in Violent Extremism" (med Amir Rostami, Hernan Mondani, Joakim Sturup, Jerzy Sarnecki och Christofer Edling, tidskriftsartikel publicerad i British Journal of Criminology)
- 2021 – "Age, Gender, and Crime in a Stockholm Birth Cohort to Age 64" (med Fredrik Sivertsson, tidskriftsartikel publicerad i Journal of Developmental- and Life-Course Criminology)

## Priser och utmärkelser
- 2012 – European Society of Criminology's Young Criminologist Award[34]
- 2013 – Svenska Deckarakademins pris Den Gyllene Kofoten för Årets Bästa Svenska Kriminalroman (Den osynlige mannen från Salem)[35]
- 2016 – Spårhunden för Årets Bästa Svenska Barn- och Ungdomsdeckare (Oktober är den kallaste månaden)[36]
- 2019 – Stockholms universitets pedagogiska pris för Årets Lärare
- 2023 – Svenska Deckarakademins pris Den Gyllene Kofoten för Årets Bästa Svenska Kriminalroman (Levande och döda).
- 2024 – Priset Glasnyckeln för Årets Bästa Nordiska Kriminalroman (Levande och döda).